# Can Mau (Brunyola)
Can Mau és una obra de Brunyola i Sant Martí Sapresa (Selva) inclosa a l'Inventari del Patrimoni Arquitectònic de Catalunya.

## Descripció
Edifici de dues plantes, format per varis adossats, i cobert amb una teulada de doble vessant a façana.
Les façanes són arrebossades i pintades per una banda i sense pintar i de rajola per altra.
Per la banda de migdia, presenta algunes finestres, algunes d'orbra de rajola i algunes de mig punt, fetes també de rajola i alguna d'elles tapada.
Els ràfecs, quan n'hi ha, són d'una sola filera de rajola plana.

## Història
La casa data del segle xviii amb reformes i adossats dels dos segles següents. La darrera reforma important és de l'any 1830.